# ATP Volvo International 1997
Il Volvo International 1997  è stato un torneo di tennis giocato sul cemento. È stata la 24ª edizione del Volvo International, che fa parte della categoria Championship Series nell'ambito dell'ATP Tour 1997. Si è giocato al Cullman-Heyman Tennis Center di New Haven nel Connecticut negli Stati Uniti, dall'11 al 17 agosto 1997.

## Campioni

### Singolare
Evgenij Kafel'nikov ha battuto in finale  Patrick Rafter con il punteggio di 7–6(4), 6–4

### Doppio
Mahesh Bhupathi /  Leander Paes hanno battuto in finale  Sébastien Lareau /  Alex O'Brien con il punteggio di 6–3, 7–5